# Округ Мичел (Северна Каролина)
Округ Мичел (енгл. Mitchell County) је округ у америчкој савезној држави Северна Каролина.

## Демографија
По попису из 2010. године број становника је 15.579, што је 108 (-0,7%) становника мање него 2000. године.
| Група             | 2000.          | 2010.          |
| Белци             | 15.210 (97,0%) | 14.656 (94,1%) |
| Афроамериканци    | 34 (0,2%)      | 58 (0,4%)      |
| Азијати           | 32 (0,2%)      | 50 (0,3%)      |
| Хиспаноамериканци | 311 (2,0%)     | 631 (4,1%)     |
| Укупно            | 15.687         | 15.579         |